# Кабалетта
Кабале́тта (итал. cabaletta, происходит от итал. cobola — «строфа» либо «куплет») — оперная ария типа ариозо или каватины с чёткой, постоянно возвращающейся ритмической фигурой. Одним из первых примеров может служить кабалетта в опере Глюка «Парис и Елена», написанной в 1770 году. Отличительные признаки кабалетты: небольшие размеры, замкнутая структура, волевой, героический характер. Кабалетта широко применялась в итальянской опере первой половины XIX века, в том числе в операх Беллини (например, в опере «Пуритане») и Россини (в частности, в «Золушке»). Кабалетта зачастую исполнялась в финалах опер, где её патетический мотив подхватывал хор, примером такого решения может служить кабалетта в партии Манрико в финале третьего акта оперы Верди «Трубадур».

## Источник
- Театральная энциклопедия в 6 т. Гл. ред. П. А. Марков. — М.: Советская энциклопедия